# Station Valskog
Valskog is een voormalig spoorwegstation bij de dorpskern van Valskog gelegen langs Arbogavägen.

## Geschiedenis
Het voormalige treinstation van Valskog aan de spoorlijn Arboga-Köping werd geopend op 1 oktober 1867. Het stationsgebouw werd gebouwd in 1877 toen de Oxelösund-Flen-Västmanlands Järnväg bij Valskog werd aangesloten op de lijn Arboga-Köping, waarmee Valskog een spoorwegknooppunt werd. Op 20 augustus 1996 werd het station gesloten voor reizigersverkeer. 

## Knooppunt
Valskog is nog steeds het westelijke eindpunt van de Svealandsbanan die ten zuiden van het Mälarmeer naar Södertälje. De Svealandsbanan bij Valskog op de Mälarbanan die van Arboga in het westen ten noorden van het Mälarmeer via Örebro naar Stockholm loopt. 